# Antonio Pittaluga (sculpteur)
Pour les articles homonymes, voir Antonio Pittaluga et Pittaluga.
Antonio Pittaluga (1684-1776) est un sculpteur italien baroque de l'école génoise actif au XVIIIe siècle.

## Biographie
Antonio Pittaluga  a été un élève de  Giovanni Battista Merano.

## Œuvres
- Maître-autel, Chiesa di San Giovanni Battista, Cervo